# Zmaj Fizir FP-2
Zmaj Fizir FP-2 (Змај Физир ФП-2) là một loại máy bay huấn luyện của Nam Tư. Do R. Fizir và D. Stankov thiết kế, chế tạo tại nhà máy "Zmaj" tại Zemun năm 1936.

## Quốc gia sử dụng
Kingdom of Yugoslavia
- Không quân Hoàng gia Nam Tư

 Nam Tư
- Không quân SFR Nam Tư

 NDH
- Không quân Nhà nước Độc lập Croatia

 Ý
- Regia Aeronautica

## Tính năng kỹ chiến thuật
Đặc tính tổng quan
- Kíp lái: 2
- Chiều dài: 7,90 m (25 ft 11 in)
- Sải cánh: 10,80 m (35 ft 5 in)
- Chiều cao: 2,90 m (9 ft 6 in)
- Diện tích cánh: 28,80 m2 (310,0 foot vuông)
- Trọng lượng rỗng: 740 kg (1.631 lb)
- Trọng lượng có tải: 1.450 kg (3.197 lb)
- Động cơ: 1 × Gnome-Rhone K7 7-cylinder radial, 313 kW (420 hp)
- Cánh quạt: 2-lá

Hiệu suất bay
- Vận tốc cực đại: 200 km/h (124 mph; 108 kn) 238 km/h
- Tầm bay: 580 km (360 mi; 313 nmi)
- Trần bay: 6.800 m (22.310 ft)